# Karwar

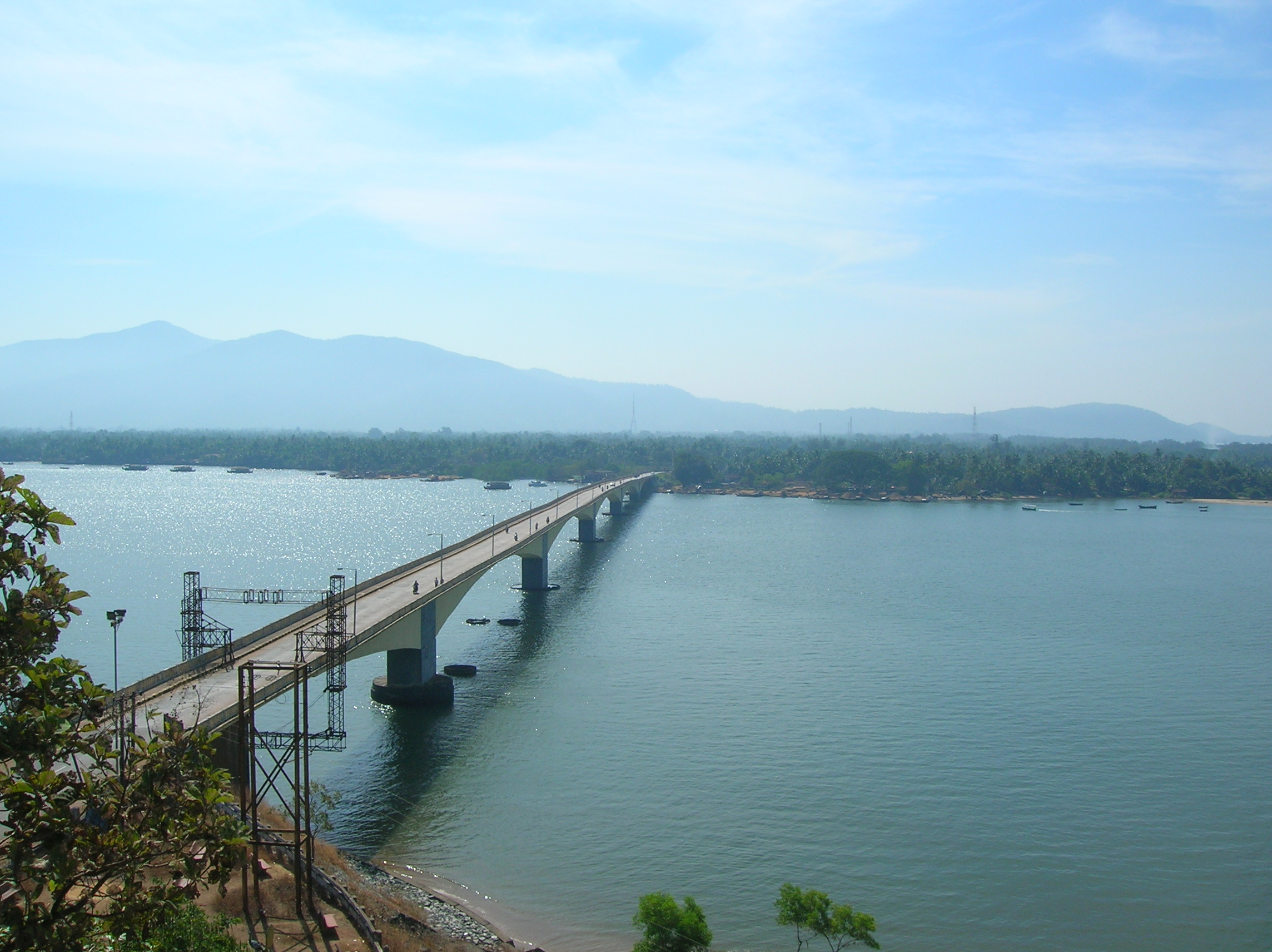
Bro över Kalifloden vid Karwar.

Karwar är en stad i den indiska delstaten Karnataka, och är huvudort för distriktet Uttara Kannada. Folkmängden uppgick till 63 755 invånare vid folkräkningen 2011, med förorter 77 139 invånare. Staden är belägen i den norra delen av kustlandskapet Kanara på malabarkusten. Karwar var förr i tiden en av de förnämsta hamnarna på den indiska västkusten, men förlorade sin betydelse i samband med att järnvägar byggdes i södra Indien.